# Cacopsylla perrieri
Cacopsylla perrieri är en insektsart som beskrevs av Lauterer och Burckhardt 1997. Cacopsylla perrieri ingår i släktet Cacopsylla och familjen rundbladloppor. Inga underarter finns listade i Catalogue of Life.